# Устье-Ситское
Устье-Ситское — деревня в Кирилловском районе Вологодской области.
Входит в состав Николоторжского сельского поселения, с точки зрения административно-территориального деления — в Николо-Торжский сельсовет.
Расстояние по автодороге до районного центра Кириллова — 30 км, до центра муниципального образования Никольского Торжка — 5 км. Ближайшие населённые пункты — Дуравино, Соболево, Савинское, Щаниково, Скоково.
По переписи 2002 года население — 3 человека.